# Terang Bulan
Terang bulan is een populair Indonesisch liedje in krontjong-stijl, dat nog uit de koloniale tijd dateert. De melodie ervan is later door de staat Maleisië overgenomen voor zijn  nationale volkslied.

## Tekst
| De tekst van het Indonesische liedje luidt:                                                                                           | Vertaald naar het Nederlands: |
| --- | --- |
| Terang bulan, terang bulan di kali, Buaya timbul, disangkalah mati. Jangan percaya orang mulut lelaki, Berani sumpah, dia takut mati. | De maan schijnt, de maan schijnt over de rivier De krokodil drijft, je zou denken dat ie dood is. Geloof niet dat wat een man je zegt. Ze durven van alles te zweren, maar zijn bang om dood te gaan. |

## Versvorm
Deze versvorm is een zogenaamde pantun, een klassieke kwatrijnvorm in de Maleise (en dus ook in de Indonesische) literatuur. De eerste twee regels staan daarbij op zichzelf, de laatste  twee ook. Soms is er een (zeer vaag) verband tussen beide regelparen, vaak valt dat verband niet te onderkennen.

## In populaire cultuur
- Aan het begin van de Nederlandse film Soldaat van Oranje (1977) zingt Erik (Rutger Hauer) dit lied voor zijn praeses Guus (Jeroen Krabbé) tijdens een studentendoop. Guus vindt dit vals klinken en slaat hem met de soepterrine op het hoofd, waarna Erik naar het ziekenhuis wordt afgevoerd. Zo leren ze elkaar kennen.